# Johann Friedrich Hammeran
Johann Friedrich Hammeran (* 17. Juni 1805 in Frankfurt am Main; † 19. April 1876 ebenda) war ein deutscher Schlossermeister und Politiker.

## Leben
Johann Friedrich Hammeran war ein Sohn von Peter und Katharine  Hammeran und lebte als Schlossermeister in der Freien Stadt Frankfurt. Dort war er auch politisch aktiv. Hammeran war von 1841 bis 1843, von 1850 bis 1851 sowie von 1853 bis 1855 Mitglied des Gesetzgebenden Körpers der Freien Stadt Frankfurt. Von 1846 bis 1866 gehörte er der Ständigen Bürgerrepräsentation an.

## Familie
Johann Friedrich Hammeran war seit dem 27. Juli 1836 mit Caroline Philippina (* 31. Mai 1811) Tochter der Eheleute Johann Daniel und Margaretha Catharina Möri in Frankfurt am Main verheiratet.